# Luise von Flotow
Luise von Flotow (* 1951) ist eine kanadisch-deutsche Übersetzungswissenschaftlerin und Übersetzerin. Sie leitet die School of Translation and Interpretation der University of Ottawa und lehrt dort seit 1995.

## Leben und Ausbildung
1974 schloss Luise von Flotow ihr Bachelorstudium in deutscher und französischer Sprach- und Literaturwissenschaft an der University of London mit Auszeichnung ab. Sie erhielt ihren Masterabschluss in französischer Sprach- und Literaturwissenschaft 1985 von der University of Windsor und promovierte anschließend an der University of Michigan.
Nach mehrjähriger Tätigkeit als Dozentin an der Albert-Ludwigs-Universität Freiburg und der Philipps-Universität Marburg zwischen 1987 und 1991, lehrt sie seit 1995 an der University of Ottawa in Kanada. Seit 2005 ist sie dort Universitätsprofessorin für Übersetzungswissenschaften und leitet das Institut seit 2006.

## Lehre und Forschung
Zu von Flotows Forschungsschwerpunkten gehören vor allem politische und ideologische Einflüsse innerhalb der Übersetzungswissenschaften, insbesondere in Bezug auf Gender Studies.
Ihr Interesse gilt außerdem der Audiovisuellen Übersetzung mit Schwerpunkt auf Untertitelung und Synchronisation. Des Weiteren ist sie als Literaturübersetzerin tätig und übersetzt vom Deutschen und Französischen in Englische.

## Weitere Funktionen und Mitgliedschaften (Auswahl)
- Herausgeberin der Reihe Perspectives in Translation, University of Ottawa Press
- Beraterin: Translator Training and Curriculum Development, National Languages Project, Sri Lanka 2011–2012
- Literaturübersetzerin, Literary Translators’ Association of Canada

## Publikationen (Auswahl)

### Wissenschaftliche Publikationen
- Translating women. (Hrsg.) Ottawa: University of Ottawa Press 2011.
- Translation and gender: translating in the “era of feminism” . Manchester: St. Jerome 1997.